# Australia en el Festival de la Canción de Eurovisión Junior
Australia fue uno de los países que debutaron en el XIII Festival de la Canción de Eurovisión Junior en 2015.
El 7 de octubre de 2015, la EBU dio a conocer la lista final de participantes del Festival de la Canción de Eurovisión Junior 2015, confirmando el debut de Australia en el festival, siendo su primera participación.
Su puntuación media hasta su retiro es de 152 puntos

## Participaciones
| 2015                           | Sofía      | Bella Paige     | «My Girls»     | 8 | 64  |
| 2016                           | La Valleta | Alexa Curtis    | «We Are»       | 5 | 202 |
| 2017                           | Tiflis     | Isabella Clarke | «Speak Up!»    | 3 | 172 |
| 2018                           | Minsk      | Jael            | «Champion»     | 3 | 201 |
| 2019                           | Gliwice    | Jordan Anthony  | «We Will Rise» | 8 | 121 |
| No participó entre 2020 y 2024 |            |                 |                |   |     |

## Votaciones
Australia ha dado más puntos a...
| N.º | País                | Puntos |
| --- | ------------------- | ------ |
| 1   | Malta               | 41     |
| 2   | Bielorrusia         | 32     |
| 3   | Armenia             | 31     |
| 4   | Georgia             | 26     |
| 5   | Rusia               | 23     |
| 6   | Países Bajos        | 22     |
| 7   | Polonia             | 16     |
| 8   | Francia             | 14     |
| 9   | Albania             | 13     |
| 9   | Irlanda             | 13     |
| 9   | Ucrania             | 13     |
| 10  | Macedonia del Norte | 12     |

Australia ha recibido más puntos de...
| N.º | País         | Puntos |
| --- | ------------ | ------ |
| 1   | Georgia      | 42     |
| 2   | Ucrania      | 39     |
| 3   | Rusia        | 38     |
| 4   | Polonia      | 37     |
| 4   | Países Bajos | 37     |
| 5   | Italia       | 35     |
| 6   | Bielorrusia  | 30     |
| 7   | Malta        | 29     |
| 8   | Albania      | 23     |
| 8   | Irlanda      | 23     |
| 8   | Armenia      | 23     |
| 9   | Portugal     | 18     |
| 10  | Serbia       | 16     |

## Portavoces
| Año  | Portavoz          | 12 Puntos    |
| ---- | ----------------- | ------------ |
| 2019 | Szymon            | Países Bajos |
| 2018 | Ksenia Galetskaya | Malta        |
| 2017 | Liam Clarke       | Rusia        |
| 2016 | Sebastián Hill    | Georgia      |
| 2015 | Ellie Blackwell   | Malta        |